# RS-784
Pour les articles homonymes, voir Route 784.
La RS-784 est une route locale de l'État du Rio Grande do Sul située dans la mésorégion métropolitaine de Porto Alegre. Elle débute à l'embranchement avec la RS-786, à Cidreira, et s'achève à la jonction avec la RS-040, à Palmares do Sul. Elle est longue de 14,750 km.